# كاثرين أوبنهايمر
كاثرين «كيتي» أوبنهايمر (بالإنجليزية: Katherine "Kitty" Oppenheimer) (8 أغسطس 1910 - 27 أكتوبر 1972) كانت عالمة أحياء وعالمة نباتات ألمانية أمريكية وعضو في الحزب الشيوعي الأمريكي. اشتهرت بأنها زوجة الناشط جو داليت، ثم الفيزيائي روبرت أوبنهايمر، مدير مختبر لوس ألاموس التابع لمشروع مانهاتن خلال الحرب العالمية الثانية.

## حياتها المبكرة
وُلدت كاثرين فيسيرينغ بوينينغ في مدينة ريكلينغهاوزن بألمانيا في 8 أغسطس 1910، وهي الطفلة الوحيدة لفرانز بوينينغ وزوجته كاثي فيسيرينغ. على الرغم من ادعائها أن والدها كان أميرًا وأن والدتها كانت قريبة من الملكة فيكتوريا، إلا أن هذا غير صحيح. كانت والدتها ابنة عم فيلهلم كيتل، الذي أصبح لاحقًا قائدًا ميدانيًا في الجيش الألماني خلال الحرب العالمية الثانية، وشُنِق في عام 1946.
وصلت إلى الولايات المتحدة في 14 مايو 1913. كان والدها، وهو مهندس معادن، قد اخترع نوعًا جديدًا من الأفران العالية، وحصل على عمل في شركة للصلب في بيتسبرغ، واستقرت العائلة في ضاحية أسبينوال بولاية بنسلفانيا. على الرغم من أن لغتها الأولى كانت الألمانية، إلا أنها سرعان ما أصبحت تتحدث الإنجليزية بطلاقة، وتتحدث اللغتين دون لهجة. اصطحبها والداها معهم بانتظام في زيارات صيفية إلى ألمانيا.
بعد تخرجها من مدرسة اسبينوال الثانوية في يونيو 1928، التحقت بجامعة بيتسبرغ. عاشت في المنزل وحضرت دروسًا للطلاب الجدد في الرياضيات وعلم الأحياء والكيمياء. كان والدها يعمل لدى كوبرز في ذلك الوقت، وحصل على براءات اختراع لتصميم الأفران العالية. أقنعت والديها أنه سيكون فكرة جيدة لها أن تدرس في ألمانيا، وأبحرت إلى أوروبا في مارس 1930. قابلت هناك فرانك رامسير، وهو أمريكي يدرس الموسيقى في باريس تحت إشراف ناديه بوولنجر، قبل أن تبحر عائدة إلى منزلها يوم 19 مايو.
أكملت السنة الأولى من دراستها، لكنها تزوجت رامسير في بيتسبرغ في 24 ديسمبر 1932. انتقل الزوجان إلى شقة بالقرب من جامعة هارفارد، حيث كان رامسيير يأمل في الحصول على درجة الماجستير في الموسيقى. أعادت تسجيلها في جامعة بيتسبرغ في يناير 1933، وعادت إلى منزل والديها في أسبينوال. في يونيو 1933 أبحرت إلى أوروبا مرة أخرى مع زوجها. عندما عادت، التحقت بجامعة ويسكونسن، على الرغم من عدم وجود سجل لإكمال أي فصول دراسية. حصلت على فسخ زواجها من المحكمة العليا في ولاية ويسكونسن في 20 ديسمبر 1933. أخبرت أصدقاءها لاحقًا أنها اكتشفت دليلًا على أن رامسير كان مثليًا ومدمنًا على المخدرات. كما أنها أجهضت.
في حفلة في الحديقة أقامها لوريتسن وزوجته سيغريد في أغسطس 1939، التقت بروبرت أوبنهايمر، عالم فيزياء كان يدرس في معهد كاليفورنيا للتكنولوجيا لجزء من كل عام. بعد فترة وجيزة، بدأت علاقة غرامية مع أوبنهايمر. قام أوبنهايمر بتأريخ العديد من النساء منذ انفصاله عن صديقته جان تاتلوك، وبعضهن متزوجات، مثل كيتي هاريسون. في وقت عيد الميلاد ذهبت إلى بيركلي بدون زوجها، لقضاء بعض الوقت مع أوبنهايمر. التقى صديقه هاكون شوفالييه كيتي في حفل عشاء أقامته عازفة البيانو إستيل كاين، إحدى صديقات أوبنهايمر السابقات.